# 貝喬克河
貝喬克河（羅馬化：Bychok）是烏克蘭的河流，屬於蘇希托雷茨河的支流，發源自霍盧比夫卡以東，流經頓涅茨克州和哈爾科夫州，河道全長26公里，流域面積154平方公里。